# جان شاربنتييه
جان شاربنتييه هو صحفي كندي، ولد في 14 مايو 1935 في أوتاوا في كندا، وتوفي بنفس المكان في 8 يناير 2010 بسبب سرطان.